# 周鳴塤
周鳴塤（？—？），字思友，湖廣黃州府蘄水縣人，民籍，明朝政治人物。

## 生平
嘉靖二十八年（1549年）己酉科湖廣鄉試第五十一名舉人。嘉靖三十八年（1559年）中式己未科會試第三十四名，三甲第一百七十九名進士。歷官兵部员外郎，隆庆元年（1567年）十月升四川按察司佥事，五年五月升廣東布政使司右參議，尋晋海南兵备副使。

## 家族
曾祖周仕淮；祖父周紹武，縣丞；父周楫，縣丞。嫡母毛氏；生母梅氏。永感下。